# Spoorlijn Hannover - Soest
De spoorlijn Hannover - Soest is een Duitse spoorlijn en is als spoorlijn 1760 onder beheer van DB Netze.

## Geschiedenis

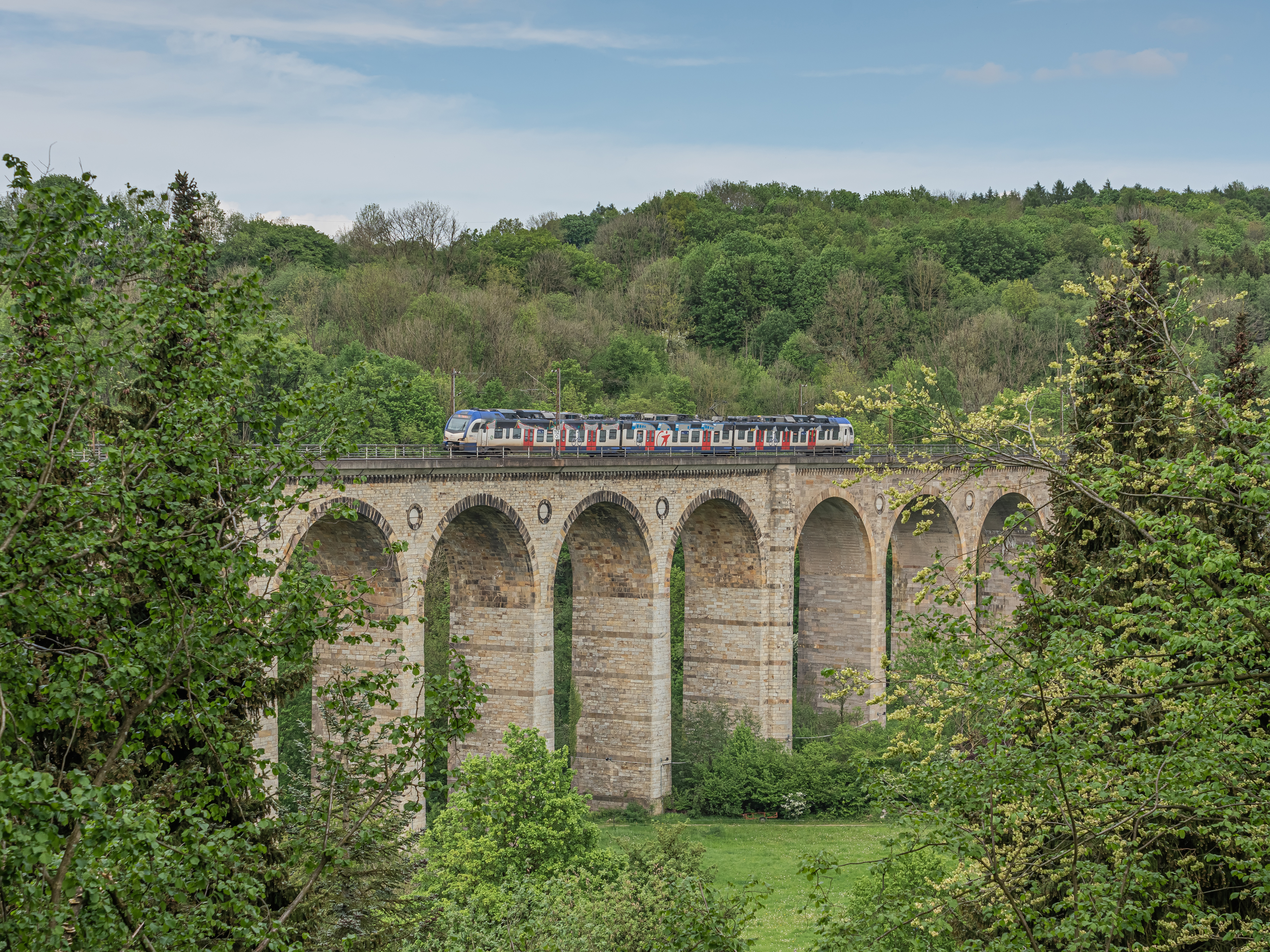
Trein op het viaduct in Altenbeken

Het traject tussen Altenbeken en Soest werd door de Königlich-Westfälische Eisenbahn-Gesellschaft geopend op 1 oktober 1850. Het gedeelte tussen Hannover en Altenbeken werd door de Hannover-Altenbekener Eisenbahn op 13 april 1872 geopend.
In 1880 werd de HAE overgenomen door de Preußische Staatseisenbahnen.

## Treindiensten
De Deutsche Bahn verzorgt het personenvervoer op dit traject met ICE en IC en RE treinen. De Eurobahn en Westfalenbahn verzorgen het personenvervoer op dit traject met RE en RB treinen.
| Serie  | Treinsoort                        | Route | Bijzonderheden |
| ------ | --------------------------------- | --- | --- |
| ICE 41 | InterCityExpress (DB Fernverkehr) | [ Dortmund Hbf – Bochum Hbf – Essen Hbf – Duisburg Hbf – Düsseldorf Hbf – Köln Messe/Deutz – Siegburg/Bonn – Montabaur – Limburg Süd – Frankfurt (Main) Flughafen Fernbahnhof – Frankfurt (Main) Hbf – Aschaffenburg Hbf ] / [ Darmstadt Hbf – Frankfurt (Main) Hbf – Frankfurt (Main) Flughafen Fernbahnhof – Limburg Süd – Montabaur – Siegburg/Bonn – Köln Messe/Deutz – Düsseldorf Hbf – Duisburg Hbf – Essen Hbf – Bochum Hbf – Dortmund Hbf – Hamm (Westf) – Soest – Lippstadt – Paderborn Hbf – Altenbeken – Warburg (Westf) – Kassel-Wilhelmshöhe – Fulda ] – Würzburg Hbf – Nürnberg Hbf – München Hbf – Tutzing – Murnau – Oberau – Garmisch-Partenkirchen                                            | Elk uur tussen Dortmund en München. Éénmaal per dag vanaf Darmstadt via Dortmund en Kassel naar München. Één trein op zaterdag door tot Garmisch-Partenkirchen. |
| IC 50  | Intercity (DB Fernverkehr)        | [ Ostseebad Binz – Stralsund Hbf – Greifswald – Züssow – Pasewalk – Angermünde – Berlin Gesundbrunnen – Berlin Hbf – Berlin Südkreuz – Lutherstadt Wittenberg – Halle (Saale) Hbf – ] / [ Leipzig Hbf ] – Erfurt Hbf – Eisenach – [ Bebra – Kassel-Wilhelmshöhe – Warburg (Westf) – Altenbeken – Paderborn Hbf – Lippstadt – Soest – Hamm (Westf) – Dortmund Hbf – Bochum Hbf – Essen Hbf – Duisburg Hbf – Düsseldorf Flughafen – Düsseldorf Hbf ] / [ Fulda – Frankfurt (Main) Hbf – [ Darmstadt Hbf – Mannheim Hbf – Ludwigshafen (Rhein) Hbf – Neustadt (Weinstr) Hbf – Kaiserslautern Hbf – Homburg (Saar) Hbf – Saarbrücken Hbf ] / [ Frankfurt (Main) Flughafen Fernbahnhof – Mainz Hbf – Wiesbaden Hbf ] | Tweemaal per dag tussen Frankfurt en Saarbrücken. Eenmaal per dag van Stralsund naar Frankfurt.                                                                 |
| RE 82  | Regional-Express (Eurobahn)       | Bielefeld Hbf – Oerlinghausen – Lage (Lippe) – Detmold – (Horn-Bad Meinberg – Altenbeken) | Der Leineweber 1x per twee uur van/naar Altenbeken en op zondag                                                                                                 |
| RB 72  | Regionalbahn (eurobahn)           | Herford – Bad Salzuflen – Detmold – Horn-Bad Meinberg – Leopoldstal – Altenbeken – Paderborn Hbf | Ostwestfalen-Bahn |
| RB 84  | Regionalbahn (NordWestBahn)       | Paderborn Hbf – Bad Driburg (Westf) – Holzminden – (Kreiensen) | Egge-Bahn 1x per twee uur van/naar Kreiensen, gekoppeld in Ottbergen aan RB 85                                                                                  |
| RB 89  | Regionalbahn (Eurobahn)           | Münster (Westf) Hbf – Hamm (Westf) – Paderborn Hbf – (Warburg (Westf) – Hofgeismar – Kassel-Wilhelmshöhe) | Ems-Börde-Bahn 2x per uur Münster-Paderborn, 1x per twee uur van/naar Warburg, enkele treinen van/naar Kassel                                                   |

### S-Bahn Hannover
Op het traject rijdt de S-Bahn van Hannover de volgende routes:
| Serie | Treinsoort             | Route                                                                                               | Bijzonderheden                     |
| ----- | ---------------------- | --------------------------------------------------------------------------------------------------- | ---------------------------------- |
| S1    | S-Bahn (DB Regio Nord) | Minden (Westf) – Haste – Seelze – Hannover Hbf – Weetzen – Barsinghausen – Haste                    |                                    |
| S2    | S-Bahn (DB Regio Nord) | Nienburg (Weser) – Seelze – Hannover Hbf – Weetzen – Barsinghausen – Haste                          | Zondags alleen Nienburg - Hannover |
| S5    | S-Bahn (DB Regio Nord) | Hannover Flughafen – Hannover Hbf – Hannover Bismarckstraße – Hamelen – Bad Pyrmont – Paderborn Hbf | Flughafen - Hamelen 2x per uur     |
| S21   | S-Bahn (DB Regio Nord) | Hannover Hbf – Hannover Bismarckstraße – Weetzen – Barsinghausen                                    | Alleen tijdens de spits            |
| S51   | S-Bahn (DB Regio Nord) | Seelze – Hannover Hbf – Hannover Bismarckstraße – Hamelen                                           | Alleen tijdens de spits            |

## Aansluitingen
In de volgende plaatsen is of was er een aansluiting op de volgende spoorlijnen:
Hannover Hbf
DB 1700, spoorlijn tussen Hannover en Hamm
DB 1705, spoorlijn tussen Hannover en Seelze
DB 1710, spoorlijn tussen Hannover en Celle
DB 1730, spoorlijn tussen Hannover en Braunschweig
DB 1733, spoorlijn tussen Hannover en Würzburg
DB 1734, spoorlijn tussen Hannover en Lehrte
aansluiting Bismarckstraße
DB 1733, spoorlijn tussen Hannover en Würzburg
DB 1756, spoorlijn tussen de aansluiting Bismarckstraße en Hannover-Wülfel
aansluiting Waldhausen
DB 1750, spoorlijn tussen Wunstorf en Lehrte
DB 1753, spoorlijn tussen de aansluiting Waldhausen en Hannover-Wülfel
Hannover-Linden
DB 1750, spoorlijn tussen Wunstorf en Lehrte
lijn tussen Hannover-Linden en Linden-Küchengarten
aansluiting Empelde
DB 1752, spoorlijn tussen Hannover-Linden Hafen en de aansluiting Empelde
Weetzen
DB 1761, spoorlijn tussen Weetzen en Haste
Bad Münder
DB 1762, spoorlijn tussen Bad Münder en Bad Nenndorf
Hameln
DB 1820, spoorlijn tussen Elze en Löhne
DB 2983, spoorlijn tussen Lage en Hameln
Emmerthal
DB 9180, spoorlijn tussen Vorwohlde en Emmerthal
Schieder
DB 2986, spoorlijn tussen Schieder en Blomberg
Himmighausen
DB 2980, spoorlijn tussen Herford en Himmighausen
Langeland
DB 2974, spoorlijn tussen Langeland en Holzminden
Altenbeken Tunnel (W154)
DB 2971, spoorlijn tussen Altenbeken W154 en Altenbeken W85
Altenbeken
DB 2970, spoorlijn tussen Altenbeken en Warburg
Paderborn
DB 2960, spoorlijn tussen Paderborn en Brackwede
DB 2961, spoorlijn tussen Paderborn en Brilon Wald
Lippstadt
DB 2951, spoorlijn tussen Lippstadt en Rheda-Wiedenbrück
DB 9212, spoorlijn tussen Lippstadt en Beckum
DB 9216, spoorlijn tussen Lippstadt en Warstein
Soest
DB 2103, spoorlijn tussen Dortmund en Soest
DB 2930, spoorlijn tussen Soest en Hamm
DB 9218, spoorlijn tussen Soest en Belecke

## Elektrische tractie
Tussen Altenbeken en Soest werd het traject in 1970 geëlektrificeerd met een wisselspanning van 15.000 volt 16⅔ Hz. Tussen Hannover en Altenbeken in 1971.